# Stinksyskemott
Stinksyskemott, Anania stachydalis, är en fjärilsart som först beskrevs av Ernst Friedrich Germar 1822.  Stinksyskemott ingår i släktet Anania och familjen gräsmott, Crambidae. Arten har livskraftiga (LC) populationer i både Sverige och i Finland. Den tidigare (fram till 2019) varit rödlistad som nära hotad, NT i Finland.  Artens livsmiljö är lundskogar. Inga underarter finns listade i Catalogue of Life.

## Bildgalleri

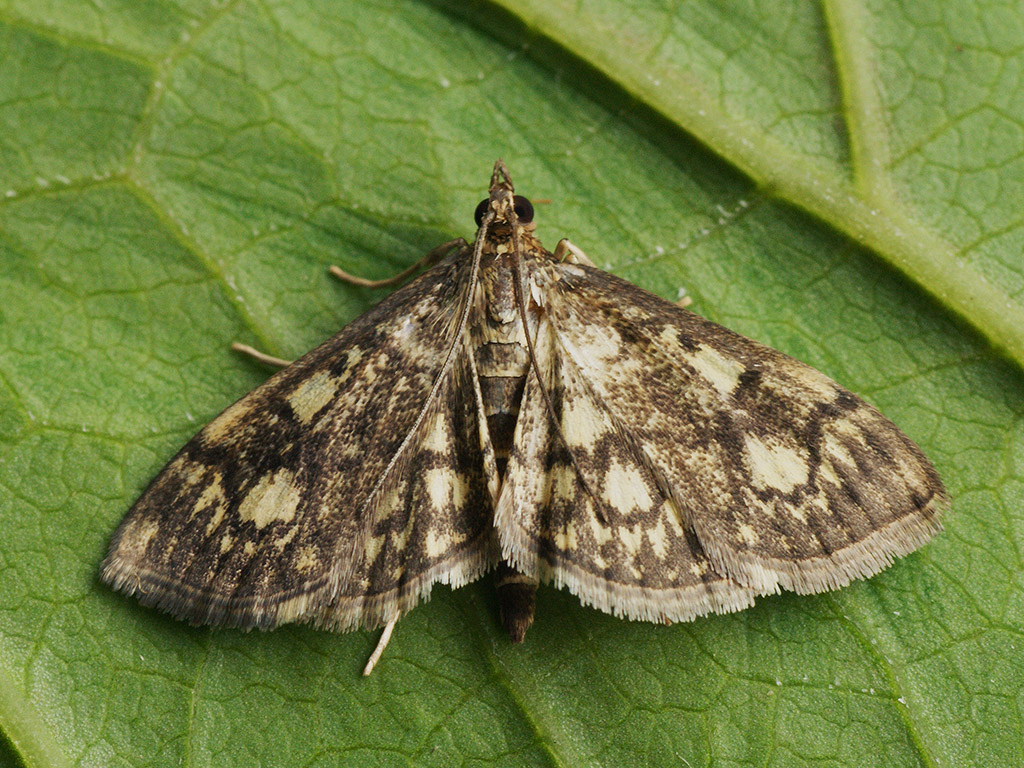
Imago fjäril
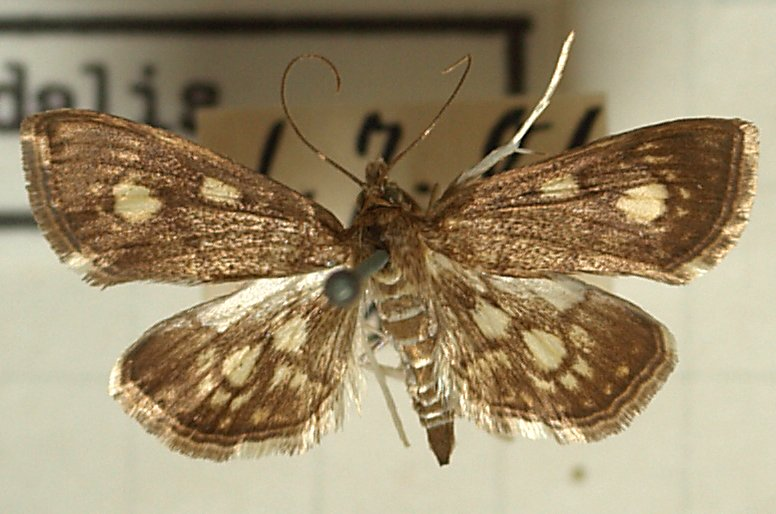
Preparerad (uppnålad) imago fjäril.